# México (Julio Iglesias)
México is een studioalbum van de Spaanse zanger Julio Iglesias dat door Sony Music in 2015 is uitgebracht. Het album kwam als nummer één album in de Productores de Música de España (Promusicae) te staan. Daarnaast werd het album verschillende keren opgenomen als beste album in Europa. De cover die Julio Iglesias van "Fallasta Corazón" had gemaakt, dat door Pedro Infante werd oorspronkelijk is geschreven, kwam ook in de hitlijsten te staan van Spanje.

## Tracklijst
1. "Usted" (3:28)
2. "Júrame" (4:07)
3. "Ella" (3:46)
4. "Fallaste corazón" (4:00)
5. "Sway" (3:30)
6. "Amanecí en tus brazos" (3:17)
7. "Échame a mí la culpa" (Versie 2015) (3:32)
8. "Juan Charrasqueado" (3:45)
9. "Y nos dieron las diez" (4:48)
10. "La media vuelta" (3:18)
11. "Se me olvidó otra vez" (3:01)
12. "México lindo" (2:46)
13. "Quién será" (bonusnummer) (2:43)

## Hitnotaties
| Hitlijst (2015)                        | Hoogste positie |
| -------------------------------------- | --------------- |
| Belgische albums (Ultrapop Vlaanderen) | 63              |
| Belgische albums (Ultrapop Wallonia)   | 26              |
| Nederlandse albums (Album Top 100)     | 64              |
| Franse albums (SNEP)                   | 140             |
| Portugese albums (AFP)                 | 9               |
| Spaanse albums (Promusicae)            | 1               |
| US: Top Latin albums (Billboard)       | 2               |
| US: Latin Pop albums (Billboard)       | 1               |

## Award
| Regio               | Prijs | Verkopen      |
| ------------------- | ----- | ------------- |
| Spanje (Promusicae) | Goud  | 20.000 stuks* |

* Verkoop+streaming cijfers alleen gebaseerd op certificering.